# Dorymyrmex antillana
Dorymyrmex antillana é uma espécie de formiga do gênero Dorymyrmex.